# Турецкий язык
Туре́цкий язы́к (самоназвание: Türk dili, türkçe МФА: [ˈt̪yɾktʃe]о файле, рус. историч. турской языкъ) — официальный язык Турции, входящий в тюркскую языковую семью. В качестве второго названия языка в тюркологии используется также словосочетание Türkiye Türkçesi («турецкий тюркский»).
Современный турецкий язык относится к юго-западной (или западно-огузской) подгруппе тюркских языков. Языками, наиболее близкими к турецкому в лексическом, фонетическом и синтаксическом отношении, являются, прежде всего, балкано-тюркский язык гагаузов, распространённый на территории современных Молдовы, Румынии и Болгарии (собственно гагаузский и балкано-гагаузский), и южный диалект крымскотатарского языка. Чуть далее отстоит от литературного турецкого азербайджанский[страница не указана 2195 дней] (сохранивший немало архаизмов и персидских заимствований и образующий с восточно-анатолийскими диалектами турецкого языка диалектный континуум) и, ввиду ряда фонетических и некоторых грамматических отличий, туркменский язык. 
В 2009 году в мире насчитывалось, по разным оценкам, от 61—63 миллионов до 73 миллионов носителей этого языка. 
Турецкий язык и, в особенности, его северо-западные диалекты, и гагаузский сближаются с печенежским языком: ср. переходы в печенежском языке g/k > y в конце слов (beg > bey), k/g > в v интервокальном положении (между гласными, например, kökerçi > küverçi), t > d в начале слов (tağ > dağ), с полным соответствием в турецком и гагаузском языках: bey, güvercin, dağ/daa.

## Распространение
Турецкий язык в Турции является родным для 60 миллионов человек, или для почти 80 % населения страны. Своим родным турецкий язык считают 177 тысяч человек на Кипре (1995) и около 128 тысяч в Греции (данные 1976 года). Является также родным языком для турок-месхетинцев.
Около 740 тысяч человек говорят на турецком в Болгарии (2001), 37 тысяч — в Туркменистане, Узбекистане, Казахстане, Кыргызстане, Таджикистане и Азербайджане (данные 1979 года). Около 64 тысяч носителей проживало к 1984 году в Бельгии, 170 тысяч — в Австрии (2000 год).
В Германии проживает 2 миллиона 800 тысяч турок (2009), половина из которых там не родилась и считает родным языком турецкий.
В 1982 году в Румынии по-турецки говорили 14 тысяч человек, а в Югославии — 250 тысяч. В 1990 году в Ираке проживали около 3000 носителей турецкого языка, а в Иране — около 2500. В США в 1970 году проживали 24 тысяч носителей турецкого, а в Канаде в 1974 году более 8 тысяч назвали турецкий язык родным.
Во Франции в 1984 году турецкий язык считали родным около 135 тысяч человек, а в Нидерландах — 150 тысяч человек. В 1988 году в Швеции было зарегистрировано около 5000 носителей турецкого языка.
В 2009 году в мире насчитывалось, по разным оценкам, от 61—63 миллионов до 73 миллионов носителей турецкого, что составляет около 40 % от общего числа всех тюркоговорящих и делает турецкий первым по количеству носителей среди всех тюркских языков.

## Диалекты
Существует множество диалектов турецкого языка, а основу турецкого литературного языка сегодня образует стамбульский диалект. Кроме того, в турецком языке различают дунайский, эскишехирский (в вилайете Эскишехир), разградский, динлерский, румелийский, караманский (в вилайете Караман), адрианопольский (г. Эдирне), газиантепский, диалект города Урфы и ряд других.
Пример диалектных различий
| Литературный турецкий (Стамбул)                           | Румелия              | Черноморский регион | Юго-Восточная Анатолия | Эгейский регион     |
| --------------------------------------------------------- | -------------------- | ------------------- | ---------------------- | ------------------- |
| Gidiyorum. («Я иду».)                                     | gideym               | kitéyrım-cideyrum   | gidirem                | gidiyom             |
| Kayacağım. («Я выскользну».)                              | gayacaim             | kayadzağum da       | kayacam                | gayıvecem           |
| Gördüğüm güzel kız. («Красивая девушка, которую я вижу.») | gürdügüm güzel kız   | cörduum cüzel gız   | gördügüm gözel gız     | gördüğüm güzel gız  |
| Ne yapacakmış? («Что же он сделает?»)                     | n’apacag imiş?       | n'âbadzağ imiş?     | ne yapcaxmış?          | napca: mış?         |
| Yağmura mı bakıyorsun? («Ты наблюдаешь за дождём?»)       | yagmura mi bakaysın? | yâmora mi pakaysun? | yagmıra mı bagıyorsuñ? | yağmıra mı bakıyon? |
| Koşacağım. (Я побегу.)                                    | koşaca’m             | koşadzağum          | goşacağam              | goşcem              |

## История

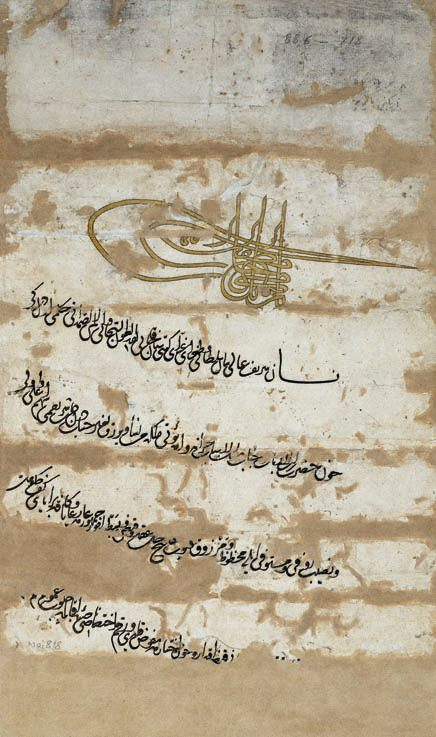
Османская письменность

Современный турецкий язык восходит к староанатолийско-тюркскому — языку огузо-сельджукских восточных тюркских племён, некогда населявших Среднюю Азию и заселивших к XI—XIII векам Малую Азию.

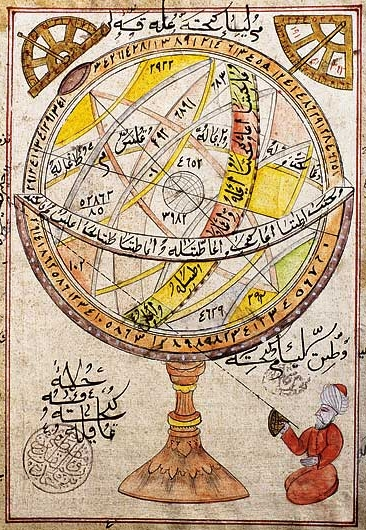
Астрономические наблюдения с помощью армиллярной сферы. Миниатюра из турецкой рукописи XVI века

Литературный турецкий язык начал складываться на рубеже XV—XVI веков на основе староанатолийско-тюркского языка, который, в свою очередь, восходит к среднеазиатско-тюркскому языку, принесённому в Малую Азию сельджуками и имеющий много элементами народно-разговорного языка смешанного тюркского населения Малой Азии.
Конийский султанат, значительную часть населения которого составляли в том числе и персоязычные учёные и деятели культуры, отдавал явное предпочтение развитию своей письменной традиции именно на сильно арабизированном персидском языке, часто в ущерб тюркским диалектам, на которых говорило большинство простого народа, но которые считались признаком низкой культуры, а потому на них навешивались ярлыки. Тем не менее, в результате внутренних распрей и вторжения монголов в 1307 г., некогда единый султанат со столицей в Конье распался на ряд Бейликов, в каждом из которых отдача предпочтения персидскому языку и его преобладание не могли более поддерживаться, так как государственные аппараты бейликов были направлены на нужды менее элитных слоёв населения, в особенности на кочевых туркмен, которые выступили в качестве основной движущей силы тюркской колонизации на северо-западе Малой Азии и во Фракии.
Кыршехир является первым достоверным городом и регионом Анатолии, в котором с начала XIV века начала появляться литература на анатолийском тюркском языке. В этом отношении этот степной регион Анатолии резко противопоставлен персианизированной Конье и другим крупным городам государства сельджуков, в которых единственным письменным официальным языка до конца XIII века был дари (персидский).
После консолидации всей Анатолии и всех Балкан под властью османов и развития централизированной элитной османской прослойки общества в Стамбуле, была вновь сделана попытка вернуться к (по крайней мере) письменной традиции на персидском языке, который был вновь призван возвысить османскую элиту над стереотипно низкокультурными тюркоязычными простолюдинами (kaba Türkçe, каба тюркче), однако преемственность персоязычной традиции в Анатолии к этому времени была уже нарушена, а пробел заполнила тюркская речь, но с явным персидским влиянием. Кроме того, персоязычное население Малой Азии было к этому времени уже ассимилировано в ходе миграций, вызванных османской централизацией и завоеваниями, поэтому возрождение персидского языка было мнимым: к калькам с персидского языка и к его словарному запасу продолжали прибегать для обогащения тюркского по сути языка — как письменного, так и устного — вплоть до конца XIX века, что привело к появлению в анатолийском тюркском языке (османском) большого числа персизмов и арабизмов, но не подорвало его безраздельного преобладания.
В течение последних нескольких веков турецкий язык подвергся существенному влиянию персидского и арабского языков. До XX века существовал литературный язык Османской империи, достаточно сильно отличавшийся от разговорной турецкой речи — османский язык. Пантюркисты (в частности, Исмаил Гаспринский) в конце XIX — начале XX вв. издавали журналы и газеты на языке, постепенно очищавшемся от заимствований, хотя в первое время и отличном от современного турецкого языка. Использование нового языка поддерживали и пропагандировали младотурки.

### Реформа языка
В 1923 году была образована Турецкая республика, а в 1930-х годах началась замена иноязычных заимствований исконными турецкими словами, что продолжается и в наши дни, хотя в турецком языке всё ещё можно встретить слова персидско-арабского происхождения наряду с их синонимами, созданными из тюркских корней. В XX веке появились новые понятия из европейских языков — в первую очередь, из французского.
Для ретюркизации и модернизации турецкого языка в 1932 году было создано активно действующее и сейчас государственное «Турецкое лингвистическое общество» («Türk Dil Kurumu»).
Одним из важнейших шагов на пути демократизации Турции были реформа алфавита (четвёртый год Турецкой Республики) и реформа языка (деятельность по развитию турецкого языка, как способного самостоятельно обслуживать науку, технику и искусство; девятый год Турецкой Республики).
Лингвист Кямиле Имер (Kâmile İmer) на вопрос, что такое революция языка, отвечает так:

Реформа языка — это поддержанная государством общенациональная деятельность по развитию языка, направленная на то, чтобы обеспечить становление его как языка культуры, в котором преобладали бы местные элементы.
Оригинальный текст (тур.)Dili daha çok yerli öğelerin egemen olduğu bir kültür dili durumuna getirmek amacıyla yapılan ve devletin desteğini kazanmış olan ulus çapındaki dili geliştirme eylemine 'dil devrimi' adı verilmektedir.

Любой человек передаёт свои мысли высказываниями и предложениями, создавая связи между отдельными словами. С этой точки зрения реформа языка является также и реформой мышления. Факторы, обеспечившие развитие языка, в то же время выдвигают цели этого явления. Фактор национализации предполагает очистку языка от иноязычного влияние, другой фактор предполагает становление турецкого языка как языка культуры. Достижение этого связано с тем, что язык есть продукт общества. Если реформа осуществляется без поддержки государства, то реформа останется несвязанной деятельностью отдельных личностей и не будет продуктом общества. Яркий тому пример — подготовительные этапы реформы. Указ о реформе, изданный с целью зачистки языка, не смог охватить всё общество. Реформа начала приносить плоды на национальном уровне лишь тогда, когда по государственной инициативе было создано Общество по изучению турецкого языка, что произошло в 1932 году — уже после создания Турецкой Республики.

## Алфавиты

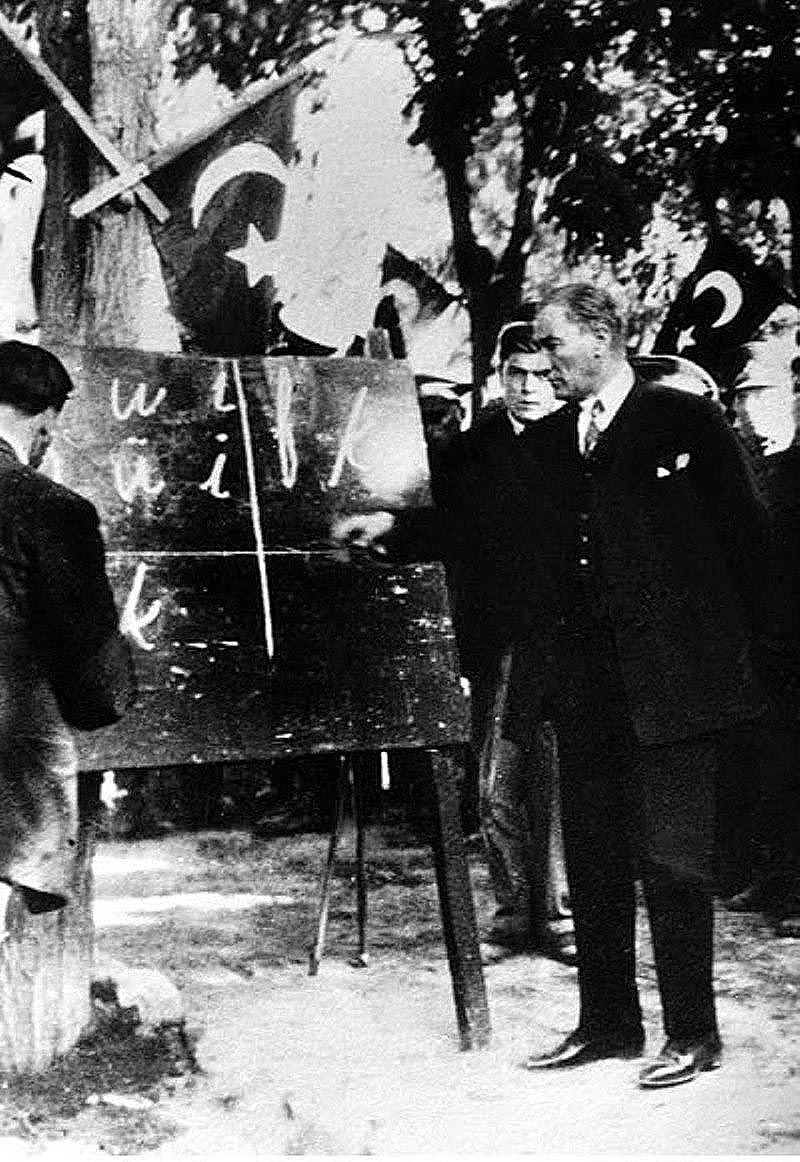
Ататюрк представляет новый турецкий алфавит населению Синопа. 20 сентября 1928 года. (Обложка французского журнала L’Illustration)

К X веку огузы приняли ислам и переняли арабское письмо с добавлением отдельных знаков, заимствованных у персов, однако для передачи всего фонемного состава турецкого языка этот алфавит подходил очень плохо.
В начале 1926 года Кемаль Ататюрк принял участие в конгрессе тюркологов в Баку, на котором, в частности, прозвучало требование латинизации тюркских языков посредством создания так называемого нового тюркского алфавита.
С 1928 года для турецкого языка используется вариант латинского алфавита, в разработке которого Ататюрк принимал участие. Основой нового написания слов (как и для общей реформы языка) послужил стамбульский диалект.
В современном турецком алфавите 29 букв, причём каждой фонеме соответствует буква:
| A a | B b | C c | Ç ç | D d | E e | F f |
| G g | Ğ ğ | H h | I ı | İ i | J j | K k |
| L l | M m | N n | O o | Ö ö | P p | R r |
| S s | Ş ş | T t | U u | Ü ü | V v | Y y |
| Z z |     |     |     |     |     |     |

| Буква | Фонема          |
| ----- | --------------- |
| a     | [a]             |
| b     | [b]             |
| c     | [ʤ]             |
| ç     | [ʧ]             |
| d     | [d]             |
| e     | [e]             |
| f     | [f]             |
| g     | [g], [ɟ]        |
| ğ     | ([ɰ]), [ː], [j] |
| h     | [h]             |
| ı     | [ɯ]             |
| i     | [i]             |
| j     | [ʒ]             |
| k     | [k], [с]        |
| l     | [l]             |
| m     | [m]             |
| n     | [n]             |
| o     | [o]             |
| ö     | [œ]             |
| p     | [p]             |
| r     | [ɾ]             |
| s     | [s]             |
| ş     | [ʃ]             |
| t     | [t]             |
| u     | [u]             |
| ü     | [y]             |
| v     | [β]/[w], [v]    |
| y     | [j]             |
| z     | [z]             |

Буквы латинского алфавита j, q, w, x при письме на турецком языке используются только в заимствованиях.

## Лингвистические черты

### Фонетика и фонология
В турецком языке 8 гласных фонем: a, ı, u, o (гласные заднего ряда), e, i, ü, ö (гласные переднего ряда).
Двадцать одна (с мягкими вариантами — 24) согласная фонема: p, b, f, v, t, d, s, ş, z, j, ç, c, m, n, l, (l'), r, y, k, (k'), g, (g'), h, ğ. Отмечены лишь ложные (комбинаторные) дифтонги, встречающиеся преимущественно на стыке морфем и слов.
|               | Билабиальные | Билабиальные | Губно-зубные | Губно-зубные | Зубные | Зубные | Альвеолярные | Альвеолярные | Постальвеолярные | Постальвеолярные | Нёбные | Нёбные | Задненёбные | Задненёбные | Гортанный | Гортанный |
| ------------- | ------------ | ------------ | ------------ | ------------ | ------ | ------ | ------------ | ------------ | ---------------- | ---------------- | ------ | ------ | ----------- | ----------- | --------- | --------- |
| Назальные     | m            | m            |              |              | n      | n      |              |              |                  |                  |        |        |             |             |           |           |
| Взрывные      | p            | b            |              |              | t      | d      |              |              |                  |                  | (c)    | (ɟ)    | k           | ɡ           |           |           |
| Фрикативные   |              |              | f            | v            | s      | z      |              |              | ʃ                | ʒ                |        |        |             | ɣ           | h         |           |
| Аффрикаты     |              |              |              |              |        |        |              |              | tʃ               | dʒ               |        |        |             |             |           |           |
| Дрожащий      |              |              |              |              |        |        | ɾ            | ɾ            |                  |                  |        |        |             |             |           |           |
| Аппроксиманты |              |              |              |              | (ɫ)    | (ɫ)    |              |              | l                | l                | j      | j      |             |             |           |           |

Нет этимологических долгих гласных. Вторичная долгота появляется в результате выпадения согласного /ğ/ при гласных заднего ряда.

#### Ударение
Ударение — музыкально-силовое. В словах тюркского происхождения и в старых заимствованиях падает, как правило, на последний слог; в многосложных словах — двухполюсное. Часто происходит ситуативное смещение сильного ударения. В ряде случаев несёт смыслоразличительную функцию.

#### Гармония гласных
При добавлении аффиксов и окончаний в турецком языке, как и в других тюркских, проявляется сингармонизм: закон уподобления гласных друг другу по признаку нёбности/ненёбности и губности/негубности, то есть качество гласного последнего слога основы (корня) определяет качество гласных всех последующих слогов. Таким образом, если последний гласный корня — гласный переднего ряда, то и все последующие аффиксы и окончания должны иметь гласные переднего ряда и наоборот, гласный заднего ряда последнего слога корня приводит к появлению гласных заднего ряда во всех далее наращиваемых слогах. При этом различают большую гармонию гласных, при которой аффикс может иметь 4 варианта гласных в своём составе (ı, i, u или ü), и малую гармонию гласных, где возможны только варианты с a или e внутри аффикса.

### Морфология
Турецкий относится к агглютинативным языкам. Это выражается в том, что в слове чётко выделяется корень, а все грамматические формы выражаются (почти всегда однозначными) аффиксами, как бы приклеивающимися к корню справа. При этом друг за другом могут следовать несколько аффиксов подряд, каждый со своим значением. Порядок следования типов окончаний чётко фиксирован.
В целом, турецкая морфология отличается высокой степенью устойчивости и почти полным отсутствием исключений.
В турецком нет именных классов и отсутствует категория рода.

#### Существительные
Категории грамматического рода, как уже было отмечено выше, у турецкого существительного нет. Имеется только лишь ограниченное количество имён существительных арабского происхождения, принимающих окончание -a или -e как показатель женского рода.
В турецком языке имеются аффиксы принадлежности, которые указывают на то, что предмет (предметы) принадлежит кому/чему-либо: основа имени + аффикс множественного числа + аффикс принадлежности. Аффиксы принадлежности в иерархической последовательности занимают второе место, то есть они присоединяются после аффиксов множественного числа перед падежными аффиксами; в случае отсутствия показателя множественного числа аффиксы принадлежности присоединяются непосредственно к основе имени.
В турецком языке есть неопределённый артикль bir («один»).

#### Падежная система
Языковеды спорят о количестве падежей, некоторые языковеды склонны считать, что турецкий язык имеет 6 падежей, а другая часть языковедов признают 8 падежей. Ниже приведён список падежей турецкого языка:
| Падежи на турецком | Русские соответствия |
| Основной           | Именительный         |
| Определительный    | Винительный          |
| Направительный     | Дательный            |
| Местный            | —                    |
| Исходный           | —                    |
| Падеж средства     | Творительный         |
| Притяжательный     | Родительный          |
| Падеж равнения     | —                    |

#### Глагол
Основа турецкого глагола совпадает с формой повелительного наклонения в ед. ч. В современных словарях глагол приводится в форме «основа + аффикс» отглагольного имени -mak/-mek («делать», то есть инфинитив).
В турецком 5 наклонений: желательное, изъявительное, повелительное, условное, долженствовательное.
В изъявительном наклонении имеется 5 простых форм времени:
- Настоящее (текущее) время (Şimdiki zaman),
- Настоящее-будущее (неопределённое) время (Geniş zaman),
- Будущее (категорическое) время (Gelecek zaman),
- Прошедшее неочевидное время (субъективное) (Belirsiz geçmiş zaman),
- Прошедшее категорическое (совершённое) время (Belirli geçmiş zaman).

Кроме того, в этом наклонении имеется ещё 7 сложных форм времени:
- Прошедшее несовершённое время (определённый имперфект) (Şimdiki zamanın hikâyesi),
- Преждепрошедшее первое время (Belirsiz geçmiş zamanın hikâyesi),
- Преждепрошедшее второе время (Belirli geçmiş zamanın hikâyesi),
- Прошедшее неопределённое время (неопределённый имперфект) (Geniş zamanın hikâyesi),
- Будущее-прошедшее время (Gelecek zamanın hikâyesi),
- Настоящее длительное время (Sürekli şimdiki zaman),
- Прошедшее длительное время (Sürekli şimdiki zamanın hikâyesi).

В остальных наклонениях имеется по одному прошедшему и будущему времени. Существует также 6 форм условной модальности.
Выделяют 5 залогов: основной (прямой), возвратный, взаимный, страдательный, понудительный.

### Синтаксис
В области синтаксиса турецкого языка действует закон предшествования определения определяемому (обычный порядок слов: подлежащее — прямое дополнение — сказуемое (S-O-V)).

#### Числительное
В турецком языке имеются следующие группы числительных — количественные, порядковые, дробные, разделительные и множественные числительные.

### Лексика
С принятием сельджукскими племенами (то есть предками современных турок) ислама в IX—X веках и вплоть до 1928 года для записи турецкого использовался арабский алфавит (так называемое османское письмо, осм. الفبا elifbâ). Эти два фактора несомненно способствовали обильным лексическим и грамматическим заимствованиям из арабского языка. После захвата сельджуками Персии официальным и литературным языком некоторое время было принято считать персидский, который, в свою очередь, также пополнялся арабизмами. Долгое время язык образованных турок представлял собой смесь тюркской, арабской и персидской лексики. После возникновения Османской империи именно этот язык получил название османского и статус официального.
Греческий язык населения завоёванной турками Византии также оставил свой след в турецкой лексике.
На протяжении всего этого времени (с X по XX века) разговорным языком простого народа оставался намного более однородный в своей тюркской основе язык — «вульгарный» турецкий (тур. kaba Türkçe).
После образования Турецкой республики в 1923 году были предприняты значительные попытки реформирования языка, вместе с переходом на латинскую письменность многие арабские и персидские заимствования были упразднены в пользу их тюркских по происхождению соответствий, сохранившихся в народном живом языке (kaba Türkçe). Для некоторых понятий были созданы неологизмы из старотюркских основ.
Несмотря на это, современный турецкий сохранил значительное число заимствований как из арабского и персидского, так и из других, как правило, европейских языков (в основном, в их французском произношении). Арабо-персидские заимствования в современном языке зачастую являются стилистическими соответствиями обиходных турецких (тюркских по происхождению) слов: например, тюркское göz («глаз»), арабское ayn и персидское çeşm («око»), тюркское ak («белый», «чистый») и арабское beyaz («белый»).
Изданный в 2005 году «Словарь современного турецкого языка» содержит 104 481 статью (Güncel Türkçe Sözlük, Турецкое лингвистическое общество), из которых около 14 % посвящено словам иностранного происхождения.

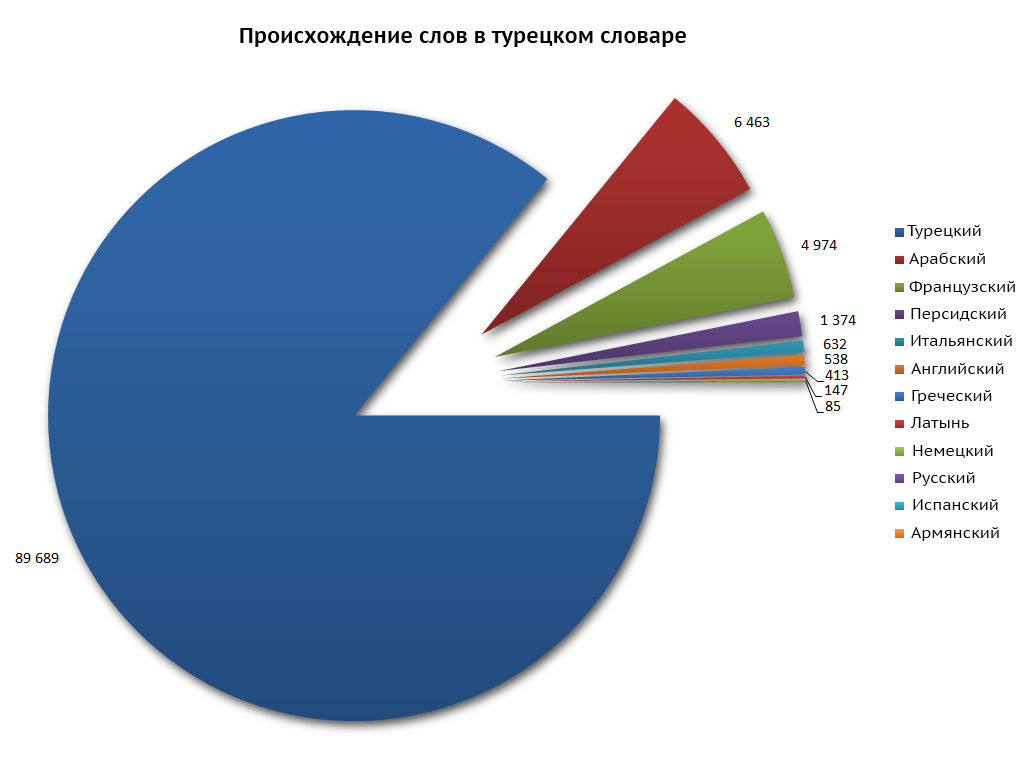
Происхождение слов в турецком словаре

Примеры заимствованных слов из разных языков:
- из арабского: insan («человек»), devlet («государство»), halk («народ»), kitap («книга»), millet («нация»), asker («войска»), fikir («идея»), hediye («подарок»), resim («рисунок»), sabır («терпение»), beyaz («белый»), şeytan («чёрт»), keyif («наслаждение»), alkol («алкоголь»), kâfir («неверующий»), saat («час»), din («религия»), cumhuriyet («республика»), teşekkür («благодарность»);
- из персидского: merhaba («здравствуйте!»), hafta («неделя»), pazar («рынок»), rüzgâr («ветер»), pencere («окно»), şehir («город»), düşman («враг»), ateş («огонь, пламя»), bahçe («сад»), ayna («зеркало»), dost («друг»), can («душа»), tahta («доска»), pamuk («хлопок»), hoş («приятный»), köy («деревня»), pijama («пижама»);
- из греческого: liman («порт»), kutu («коробка»), körfez («залив»), fırın («печь»), kilise («церковь»);
- из французского: lüks («роскошь»), kuzen («двоюродный брат»), pantolon («штаны, брюки»), kuaför («парикмахер»), hoparlör («громкоговоритель»), kamyon («грузовик»);
- из английского: tişört («футболка»), tim («команда») и др;
- из армянского: haç (խաչ khach — «крест»), всего около 800 заимствований[15];
- из других языков: şalter (из немецкого Schalter — «выключатель, рубильник»), pulluk (слав. «плуг»), semaver (рус. «самовар»), şapka (рус. «шапка»).

С другой стороны, большое количество турцизмов проникло в языки балканских народов.